# Seweryn Butrym

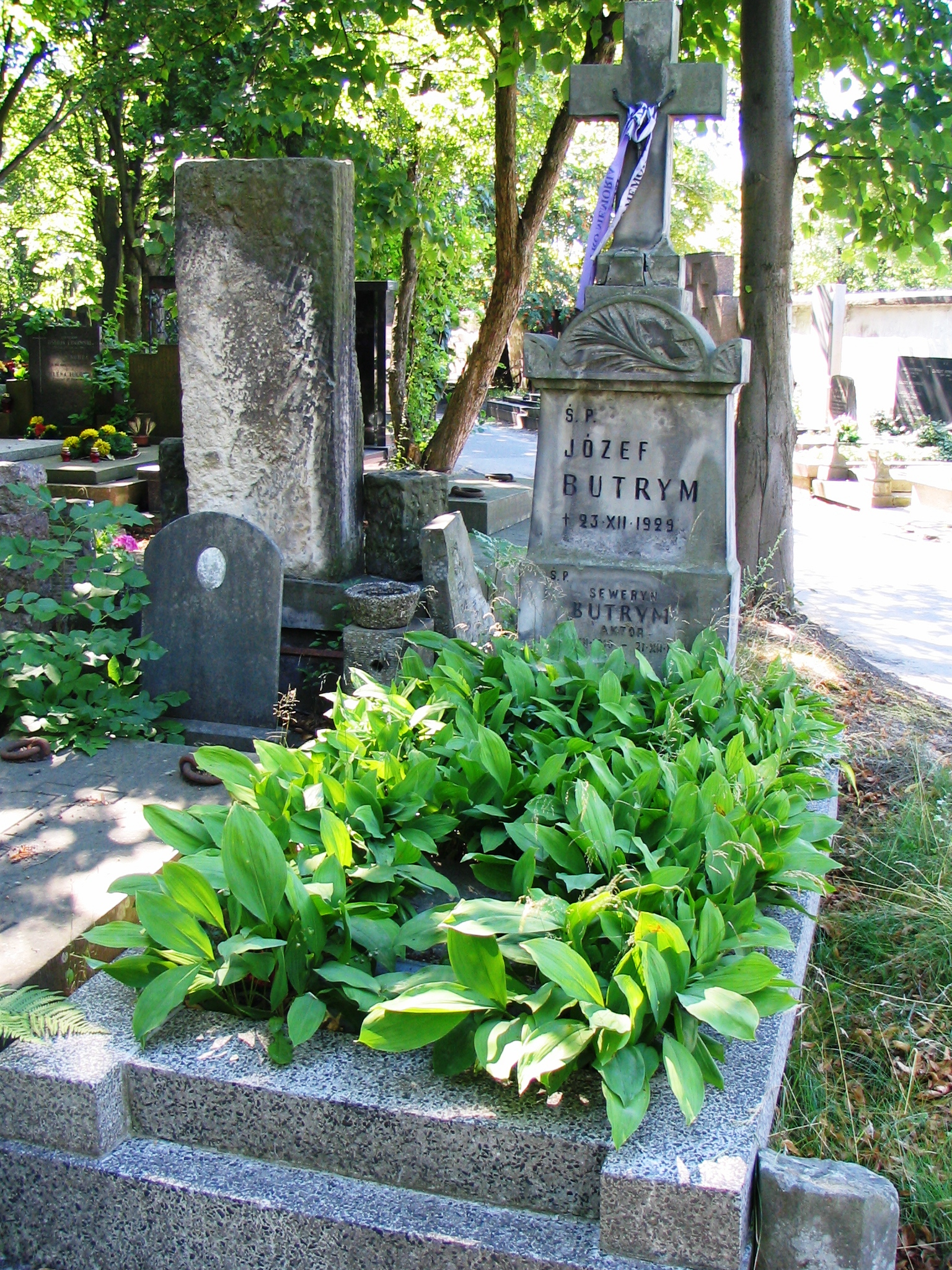
Butrymův hrob ve Varšavě

Seweryn Butrym (23. prosince 1910, Vilnius – 21. prosince 1981, Varšava) byl polský divadelní, filmový a televizní herec a divadelní režisér.

## Životopis
Narodil se 23. prosince 1910 v litevském Vilniusu. Studoval polonistiku na univerzitě ve Vilniusu (Vilniaus universitetas) a poté na Varšavské univerzitě (Uniwersytet Warszawski).

V letech 1933–1934 hrál v Polském divadle ve Varšavě a poté v letech 1934–1935 a 1936–1937 hrál v Lvovském Národním akademickém divadle. Poté účinkoval v divadlech ve Stanislawówě, Białystoku, Toruni a Grodnu (1934–1941).

Po druhé světové válce účinkoval v divadlech v Lodži a Varšavě (1945–1981).

Před svou smrtí stál na jevišti naposledy 23. června 1981 v divadelním představení Petera Shaffera a Romana Polanského Amadeusz, kde ztvárnil roli slavného skladatele. Zemřel půl roku po uvedení hry a byl pohřben Powązkowském hřbitově ve Varšavě.

Režíroval mnoho divadelních představení, například představení Juliusze Słowackého Balladyna a Nikt mnie nie zna v Lublini či představení Mazepa od Aleksandera Fredra ve Varšavě.

Vystupoval také v televizních filmech, mnohé z nich jsou uvedeny v následující kapitole.

## Výběr z filmografie
- Miasto nieujarzmione (1950) – polský generál
- Młodość Chopina (1951) – polský politik Franciszek Ksawery Drucki-Lubecki
- televizní seriál S nasazením života (1967–1968) – generál Wierlinger
- Milion za Laurę (1971) – profesor
- Sekret Enigmy (1979) – vrchní velitel francouzských vojenských sil Maurice Gamelin